# Manuel Jiménez Ramírez
Manuel Jiménez Ramírez , né le 9 décembre 1919 à San Antonio Arrazola, dans l'État d'Oaxaca et y décédé le 4 mars 2005, est un tailleur, sculpteur et peintre mexicain qui est à l'origine de la version oaxaque des alebrijes, des créatures animales sculptées dans le bois et peintes dans des couleurs très contrastées aux motifs complexes. C'était une personne charismatique et philosophique, qui croyait être la réincarnation d'un artiste. Il a commencé à faire des figures animales en argile quand il était enfant, mais il s'est transformé plus tard en sculpteur sur bois, créant des figures humaines, des crèches, des masques et plus encore, ainsi que des alebrijes. Ses œuvres font partie de collections publiques et privées dans diverses parties du monde, en particulier aux États-Unis.

## Biographie
Jiménez Ramírez est né à San Antonio Arrazola, dans l'État d'Oaxaca, au sud-est de la ville d'Oaxaca. Il a commencé à faire des figurines d'animaux en argile à l'âge de huit ans, puis s'est tourné vers le bois,. C'était une personne charismatique, dévouée aux études philosophiques et qui croyait être la réincarnation d'un artiste. Il a été surnommé « el divino » (le divin) et un certain nombre de voisins l'ont considéré comme un nahual. Il était aussi considéré comme une sorte de « curandero » et dirigeait les activités de la Semaine Sainte pour la ville.
Au cours de sa vie, il s'est engagé dans d'autres activités, selon ses caprices, comme la coupe de la canne à sucre à Veracruz et Oaxaca, la maçonnerie, la vannerie, la coiffure et plus. Il est mort à l'âge de 86 ans dans sa ville natale,.

## Sculpture sur bois

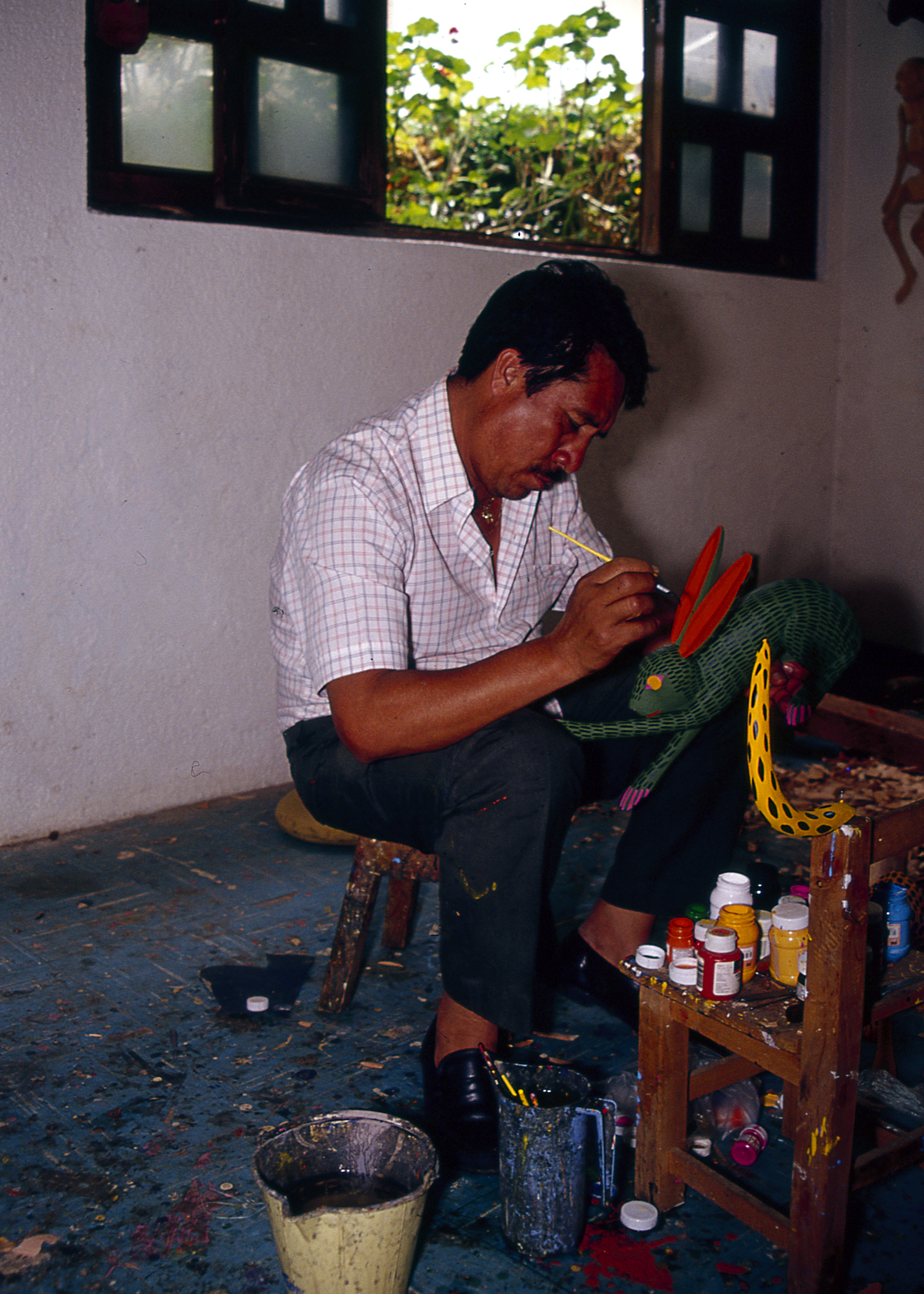
Angélico Jiménez, fils de Manuel, dans l'atelier familial.

Jiménez Ramírez est crédité d'avoir créé la version oaxaque des alebrijes,. L'artisanat original a été créé et promu par la famille Linares à Mexico, fabriquant des créatures fantastiques de cartonería et les peignant en couleurs vives. Cependant, la version d'Oaxaca est en bois, avec des figures plus proches des nahuals que les créatures des différentes parties animales de la ville de Mexico. Cependant, les deux types de peinture sont de couleurs très contrastées et avec des dessins détaillés. Jiménez Ramírez ajoutait aussi souvent des cheveux et des barbes en istle, une autre indication de leur origine nahual. L'artisan n'a jamais enseigné ses techniques en dehors de sa propre famille, mais au début des années 1980, d'autres ont commencé à imiter ces figurines. Cela a fini par attirer un commerce touristique dans la région.
Bien qu'il soit surtout connu pour ses alebrijes, le répertoire de Jiménez Ramírez comprend divers autres types de pièces, notamment des figurines humaines, des objets religieux et des masques, notamment des masques d'animaux,. Il a réalisé des retables, des crèches et des scènes de la vie quotidienne avec beaucoup de détails, souvent avec un sens de la fantaisie et de la liberté artistique,.
Jiménez Ramírez a travaillé avec du copalillo, du zompantle, du palo de águila et du cèdre, les deux premiers étant collectés localement. le dernier, il l'acheta à des vendeurs de Valle Nacional (en) et de l'Isthme de Tehuantepec. Il a choisi des morceaux de bois, généralement grands, avec une image de ce qu'il voulait sculpter, afin de profiter de la taille et de la forme du bois. Le travail initial se faisait souvent à la machette. Certaines parties délicates comme les oreilles et la queue ont été fabriquées séparément et ajoutées au corps principal. Il a peint les pièces avec des peintures commerciales à l'émail.
Le travail de l'artisan se retrouve dans des collections publiques et privées à travers le monde, notamment dans des musées aux États-Unis,. Il a été nommé grand maître de l'art populaire mexicain par le Fomento Cultural Banamex (promotion culturelle Banamex).

## La succession
Ses fils, Angélico (né en 1954) et Isaías (né en 1961) continuent sur les traces de leur père, travaillant pour garder une tradition de dessins qu'ils considèrent comme leur,,. Angélico travaille comme tailleur, sculpteur et peintre depuis plus de quarante ans et Isaías depuis plus de quinze ans. Tous deux ont leurs propres ateliers et sont assistés par leurs femmes et enfants.